# Erich Angermann
Erich Angermann (né le 2 mars 1927 à Chemnitz et mort le 9 novembre 1992 à Herrsching am Ammersee) est un historien allemand de l' histoire nord-américaine à l'Université de Cologne.

## Biographie
Erich Angermann est le fils d'un instituteur. Il étudie au lycée Maximilien de Munich (de). À partir de 1947, il étudie l'histoire, l'allemand et l'anglais à l'université Louis-et-Maximilien de Munich. En 1952, il reçoit son doctorat sous la direction de Franz Schnabel sur le sujet de Karl Mathy en tant qu'homme politique social et économique 1842-48. À partir de 1952, Angermann est assistant de recherche à la commission historique de l'Académie bavaroise des sciences (pour la Nouvelle biographie allemande) et à l'Institut américain de l'Université de Munich. En 1961, il obtient son habilitation avec Franz Schnabel avec une thèse sur le politologue et homme politique libéral Robert von Mohl. En 1963, il est nommé à une chaire d'histoire moderne à l'Université de Cologne avec un accent particulier sur l'histoire de l'Amérique du Nord, qu'il occupe jusqu'à sa retraite en 1992. Pour les années 1968/69 il était élu Doyen de la Faculté de Lettres de sa université. Jürgen Heideking (de) devient son successeur à la chaire.
Les étudiants d'Angermann incluent Horst Dippel (de), Michael Klöcker (de), Hermann Wellenreuther (de), Arnd Krüger, Norbert Finzsch (de), Vera Nünning, Torsten Oppelland (de) et Klaus Larres (de). Wellenreuther dédie son livre Du chaos et de la guerre à l'ordre et à la paix. La première partie de la Révolution américaine, 1775-1783 à son professeur Angermann.
Au semestre d'hiver 1970/71, Angermann est professeur invité au St Antony's College d'Oxford. À partir de 1971, Angermann est membre à part entière de la Commission historique. En 1982/1983, il est chercheur au Collège historique (de) de Munich. En tant que chercheur, il compare la guerre de Sécession aux luttes d'Europe centrale pour l'unification du troisième quart du XIXe siècle au centre de ses recherches. En 1984, il devient membre honoraire de l'Académie des sciences humaines et des sciences de l'Université de la ville de New York.

## Travaux (sélection)
- Die Vereinigten Staaten von Amerika seit 1917 (= dtv-Weltgeschichte des 20. Jahrhunderts. Band 7). 9. erweiterte Auflage. Deutscher Taschenbuch-Verlag, München 1995  (ISBN 3-423-04007-6).
- Die Vereinigten Staaten von Amerika als Weltmacht. Innen- und außenpolitische Entwicklungen seit 1917. Klett, Stuttgart 1987  (ISBN 978-3-12-490270-2).
- Abraham Lincoln und die Erneuerung der nationalen Identität der Vereinigten Staaten von Amerika (= Schriften des Historischen Kollegs. Vorträge. Band 7). Stiftung Historisches Kolleg, München 1984 (Digitalisat).
- Revolution und Bewahrung. Untersuchungen zum Spannungsgefüge von revolutionärem Selbstverständnis und politischer Praxis in den Vereinigten Staaten von Amerika. Oldenbourg, München 1979  (ISBN 978-3-486-48671-1).
- Robert von Mohl: 1799–1875. Leben und Werk eines altliberalen Staatsgelehrten (= Politica. Abhandlungen und Texte zur politischen Wissenschaft. Band 8). Luchterhand, Neuwied 1962 (Zugleich: München, Universität, Habilitationsschrift, 1961).
- Karl Mathy als Sozial- und Wirtschaftspolitiker 1842–1848. München 1952 (München, Phil. Fak., Dissertation vom 22. Aug. 1952).